# Juan Carlos Núñez
Juan Carlos "Kalin" Núñez Orozco (ur. 18 kwietnia 1983 w Guadalajarze) – meksykański piłkarz występujący na pozycji prawego obrońcy, obecnie zawodnik Tijuany.

## Kariera klubowa
Núñez jest wychowankiem klubu Deportivo Toluca, do którego seniorskiej drużyny został włączony w wieku dwudziestu jeden lat przez szkoleniowca Ricardo Ferrettiego, po kilkunastu miesiącach występów w drugoligowych rezerwach – Atlético Mexiquense. W meksykańskiej Primera División zadebiutował 14 sierpnia 2004 w wygranym 1:0 spotkaniu z Necaxą, jednak nie potrafił sobie wywalczyć miejsca w wyjściowym składzie i pełnił wyłącznie rolę głębokiego rezerwowego. W jesiennym sezonie Apertura 2005 zdobył z ekipą prowadzoną przez trenera Américo Gallego tytuł mistrza Meksyku, jednak sam zanotował wówczas zaledwie jeden ligowy występ. Rok później, w sezonie Apertura 2006, zanotował natomiast wicemistrzostwo kraju, a w tym samym roku dotarł również do finału najbardziej prestiżowych rozgrywek północnoamerykańskiego kontynentu – Pucharu Mistrzów CONCACAF. Ogółem w barwach Toluki spędził cztery lata, lecz sporadycznie pojawiał się na ligowych boiskach i regularne występy notował wyłącznie w drugoligowym Atlético Mexiquense.
Latem 2008 Núñez przeniósł się do drugoligowego Club Tijuana, gdzie z kolei od razu został kluczowym ogniwem formacji defensywnej. W wiosennym sezonie Clausura 2009 dotarł z nim do finału rozgrywek Primera División A, zaś w sezonie Apertura 2010 triumfował z Tijuaną w drugiej lidze. Pół roku później, w sezonie Clausura 2011, ponownie dotarł do finału drugoligowych zmagań, natomiast na koniec rozgrywek 2010/2011 wywalczył z ekipą historyczny awans do najwyższej klasy rozgrywkowej. Wciąż mając niepodważalne miejsce w pierwszej jedenastce, w sezonie Apertura 2012 zdobył z drużyną Antonio Mohameda pierwszy w historii Tijuany (a drugi w swojej karierze) tytuł mistrza Meksyku.
| Sezon     | Klub                | Kraj   | Rozgrywki  | Mecze | Bramki |
| --------- | ------------------- | ------ | ---------- | ----- | ------ |
| 2002/2003 | Atlético Mexiquense | Meksyk | Ascenso MX | 2     | 1      |
| 2003/2004 | Atlético Mexiquense | Meksyk | Ascenso MX | 20    | 0      |
| 2004/2005 | Atlético Mexiquense | Meksyk | Ascenso MX | 5     | 1      |
| 2004/2005 | Deportivo Toluca    | Meksyk | Liga MX    | 13    | 0      |
| 2005/2006 | Deportivo Toluca    | Meksyk | Liga MX    | 1     | 0      |
| 2006/2007 | Deportivo Toluca    | Meksyk | Liga MX    | 1     | 0      |
| 2006/2007 | Atlético Mexiquense | Meksyk | Ascenso MX | 32    | 1      |
| 2007/2008 | Atlético Mexiquense | Meksyk | Ascenso MX | 23    | 1      |
| 2008/2009 | Club Tijuana        | Meksyk | Ascenso MX | 38    | 1      |
| 2009/2010 | Club Tijuana        | Meksyk | Ascenso MX | 26    | 2      |
| 2010/2011 | Club Tijuana        | Meksyk | Ascenso MX | 27    | 0      |
| 2011/2012 | Club Tijuana        | Meksyk | Liga MX    | 20    | 0      |
| 2012/2013 | Club Tijuana        | Meksyk | Liga MX    | 35    | 0      |
| 2013/2014 | Club Tijuana        | Meksyk | Liga MX    | 28    | 0      |
| 2014/2015 | Club Tijuana        | Meksyk | Liga MX    | 32    | 0      |
| 2015/2016 | Club Tijuana        | Meksyk | Liga MX    |       |        |